# Antoni Tàpies
Antoni Tàpies i Puig, I marqués de Tápies (Barcelona, 13 de diciembre de 1923-6 de febrero de 2012), fue un pintor, escultor y teórico del arte español. Uno de los principales exponentes a nivel mundial del informalismo, está considerado como uno de los más destacados artistas españoles del siglo XX. La obra del artista catalán goza de un centro de estudio y conservación en el Museo Tàpies de Barcelona.
De formación autodidacta, Tàpies creó un estilo propio dentro del arte de vanguardia del siglo XX, en el que se combinaban la tradición y la innovación dentro de un estilo abstracto, pero lleno de simbolismo, dando gran relevancia al sustrato material de la obra. Cabe destacar el marcado sentido espiritual dado por el artista a su obra, donde el soporte material trasciende su estado para significar un profundo análisis de la condición humana.
La obra de Tàpies ha tenido una gran valoración a nivel tanto nacional como internacional, estando expuesta en los más prestigiosos museos del mundo. A lo largo de su carrera ha recibido numerosos premios y distinciones, entre los que cabe destacar el Premio de la Fundación Wolf de las Artes (1981), la Medalla de Oro de la Generalidad de Cataluña (1983), el Premio Príncipe de Asturias de las Artes (1990), la Medalla Picasso de la Unesco (1993) y el Premio Velázquez de Artes Plásticas (2003). Como reconocimiento a su trayectoria artística el rey Juan Carlos I le otorgó el título de marqués de Tàpies el 9 de abril de 2010.

La obra de Antoni Tàpies está dentro de la tradición de estas explosiones que de tiempo en tiempo se producen en nuestro país y que conmueven tantas cosas muertas. Es auténticamente barcelonesa con irradiación universal. Por esto merece toda mi admiración.
Joan Miró

## Biografía

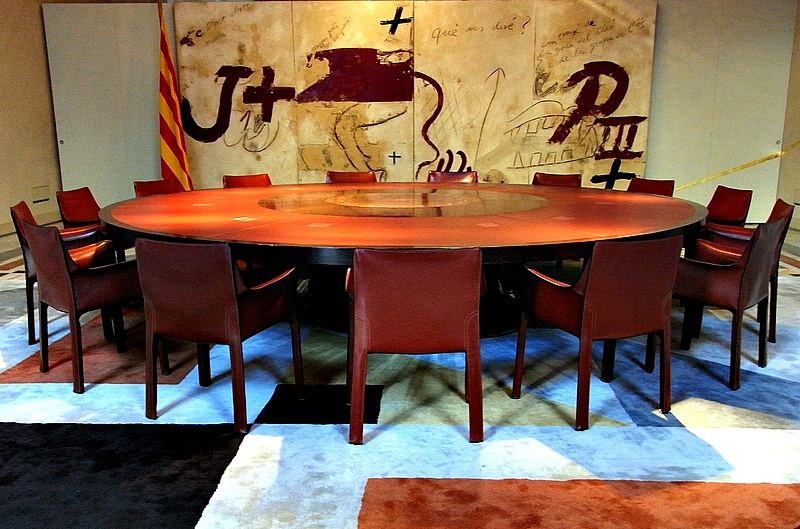
Las cuatro crónicas, en la Sala Tarradellas del Palacio de la Generalidad de Cataluña.

Tàpies era hijo del abogado Josep Tàpies i Mestres y de Maria Puig i Guerra, hija de una familia de políticos catalanistas. La profesión de su padre y las relaciones de su familia materna con miembros de la vida política catalana propiciaron un ambiente liberal durante la infancia del artista. Tàpies siempre remarcó que la confrontación entre el anticlericalismo de su padre y el catolicismo ortodoxo de su madre lo llevaron a una búsqueda personal de una nueva espiritualidad, que encontró en las filosofías y religiones orientales, principalmente el budismo zen.
Según propia confesión, su vocación artística despertó con un número de Navidad de la revista D'Ací i d'Allà de 1934, que presentaba un extenso panorama del arte moderno internacional. Uno de los hechos que marcaron su vida fue su convalecencia por tisis a los 18 años, circunstancia que le hizo replantearse el sentido de su vida, así como su vocación, ya que durante su recuperación se dedicó intensamente al dibujo. Los estados febriles que padeció le provocaron frecuentes alucinaciones que serían primordiales para el desarrollo de su obra. Durante su estancia en el sanatorio de Puig d'Olena (1942-1943) se refugió en la música (Wagner) y la literatura (Ibsen, Nietzsche, Thomas Mann), y realizó copias de Van Gogh y Picasso.
Compaginó sus estudios de Derecho en la Universidad de Barcelona, que había iniciado en 1943, con su pasión por el arte. Finalmente se decantó por la pintura y abandonó los estudios en 1946. De formación autodidacta, tan solo estudió brevemente en la Academia de Nolasc Valls. Su primer estudio de pintura lo instaló en Barcelona en 1946. 
En 1948 fue uno de los fundadores de la revista y del movimiento conocidos como Dau al Set, relacionados con el surrealismo y el dadaísmo. El líder de este movimiento fue el poeta Joan Brossa y, junto a Tàpies, figuraron Modest Cuixart, Joan-Josep Tharrats, Joan Ponç, Arnau Puig y posteriormente Juan Eduardo Cirlot. La revista perduró hasta 1956, pero Tàpies había marchado a París en 1950 y se había alejado del grupo aunque siguiera colaborando esporádicamente en la publicación.
Las primeras obras de Tàpies se enmarcaron dentro del surrealismo, pero a partir de aquel alejamiento cambió de estilo, convirtiéndose en uno de los principales exponentes del informalismo. Representante de la llamada “pintura matérica”, Tàpies utilizaba para sus obras materiales que no están considerados como artísticos, sino más bien de reciclaje o de desecho, como pueden ser cuerdas, papel o polvo de mármol.

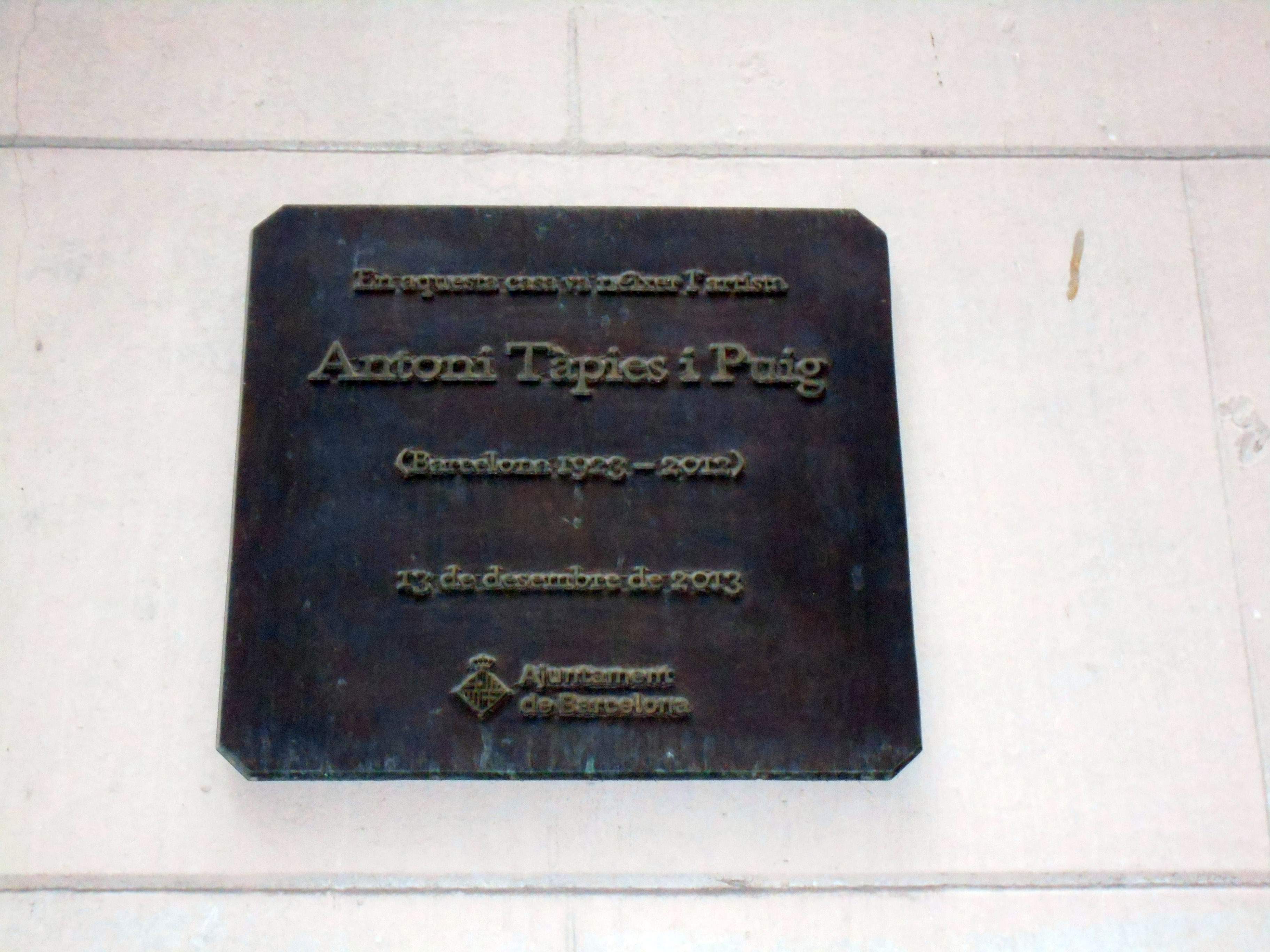
Placa colocada en la casa natal de Antoni Tàpies, calle de la Canuda, Barcelona.

En 1948 expuso por primera vez su obra en el I Salón de Octubre de Barcelona, mostrando dos obras de 1947: Pintura y Encolado. Ese año conoció a Joan Miró, uno de sus más admirados artistas. En 1949 participó en la exposición Un aspecto de la joven pintura catalana en el Instituto Francés de Barcelona, donde lo vio Eugeni d'Ors, que lo invitó al VII Salón de los Once, en Madrid (1950). En 1950 hizo su primera exposición individual en las Galeries Laietanes de Barcelona, donde volvió a exponer en 1952. Becado por el Instituto Francés, viajó a París (1950), donde consiguió exponer en el concurso internacional Carnegie de Pittsburgh, y donde conoció a Picasso.
En 1950 fue seleccionado para representar a España en la Bienal de Venecia, donde participó varias veces. En 1953 expuso en Chicago y Madrid; ese año la marchante Martha Jackson le organizó una exposición en Nueva York, dándolo a conocer en Estados Unidos. El mismo año ganó el primer premio del Salón del Jazz de Barcelona, y conoció al crítico Michel Tapié, asesor de la Galería Stadler de París, donde expuso en 1956 y varias veces más desde entonces. En 1954 se casó con Teresa Barba i Fàbregas, con la que tuvo tres hijos: Antoni (poeta), Clara y Miquel Àngel.
Fue uno de los fundadores del grupo Taüll en 1955, junto con Modest Cuixart, Joan-Josep Tharrats, Marc Aleu, Josep Guinovart, Jordi Mercadé y Jaume Muxart. Ese año fue premiado en la III Bienal Hispanoamericana en Barcelona, y expuso en Estocolmo con Tharrats, presentados por Salvador Dalí. En 1958 tuvo sala especial en la Bienal de Venecia, y ganó el primer premio Carnegie y el Premio Unesco.
En 1960 participó en la exposición New Spanish Painting and Sculpture en el MOMA de Nueva York. Desde entonces hizo exposiciones en Barcelona, Madrid, París, Nueva York, Washington, Berna, Múnich, Bilbao, Buenos Aires, Hannover, Caracas, Zúrich, Roma, Sankt Gallen, Colonia, Kassel, Londres, Cannes, etc., y recibió premios en Tokio (1960), Nueva York (1964) y Menton (1966). En 1967 entró en la órbita del marchante Aimé Maeght y expuso en el Musée d'Art Moderne de París (1973), Nueva York (1975) y en la Fundación Maeght (1976).
En los años 70 su obra adquirió un mayor tinte político, de reivindicación catalanista y de oposición al régimen franquista, generalmente con palabras y signos sobre los cuadros, como las cuatro barras de la bandera catalana (El espíritu catalán, 1971). Ese activismo le llevó igualmente a acciones como el encierro del convento de los Capuchinos de Sarrià para constituir un sindicato democrático de estudiantes (1966) o la marcha a Montserrat en protesta por el proceso de Burgos (1970), por la que fue encarcelado durante un corto espacio de tiempo.
Desde entonces realizó numerosas exposiciones personales o de carácter antológico: Tokio, 1976; Nueva York, 1977; Roma, 1980; Ámsterdam, 1980; Madrid, 1980; Venecia, 1982; Milán, 1985; Viena, 1986; Bruselas, 1986; MNCARS, Madrid, 2000; Pabellón Micovna del Jardín Real de Praga, 1991; MOMA, Nueva York, 1992; Museo Guggenheim, Nueva York, 1995; Kirin Art Space Harajuku, Tokio, 1996; Centro per l'Arte Contemporanea Luigi Pecci, Prato, 1997. La obra de Antoni Tàpies se ha expuesto en los principales museos de arte moderno del mundo. Además de ser nombrado doctor honoris causa por diversas universidades, Tàpies fue galardonado con diversos premios, entre ellos, el Premio de la Fundación Wolf de las Artes (1981), la Medalla de Oro de la Generalidad de Cataluña (1983) y el Premio Príncipe de Asturias de las Artes (1990).
En 1990 abrió las puertas al público la Fundación Antoni Tàpies (actual Museo Tàpies), institución creada por el propio artista para potenciar el arte contemporáneo, situada en el edificio de la antigua Editorial Montaner i Simón, obra modernista de Lluís Domènech i Montaner. El museo, cuenta entre sus fondos con gran cantidad de obras donadas por el artista, así como una biblioteca y un auditorio.
Tàpies fue autor también de escenografías (Or i sal, de Joan Brossa, 1961) e ilustraciones para libros, principalmente de Brossa (El pa a la barca, 1963; Fregoli, 1969; Nocturn matinal, 1970; Poems from the Catalan, 1973; Ú no és ningú,1979); se dedicó igualmente al cartelismo, realizando en 1984 una exposición con su principal obra cartelística, así como a la producción gráfica: grabados, litografías, serigrafías, etc. En el año 2002 realizó el cartel para las fiestas de la Mercè de Barcelona.
Como teórico del arte, Tàpies publicó artículos en Destino, Serra d'Or, La Vanguardia, Avui, etc., la mayoría recopilados en los libros La práctica del arte (1970), El arte contra la estética (1974), La realidad como arte (1982) y Por un arte moderno y progresista (1985), así como la autobiografía Memoria personal (1977). En sus obras atacó tanto el arte tradicional como la extrema vanguardia del arte conceptual.
Con la transición al siglo XXI Tàpies no dejó de recibir numerosos reconocimientos tanto a nivel nacional como internacional, organizándose exposiciones retrospectivas de su obra en los mejores museos y galerías del mundo. En 2003, en ocasión de su octogésimo aniversario, se celebró una retrospectiva con sus mejores obras en la Fundación Antoni Tàpies, con asistencia del público en una jornada de puertas abiertas. Asimismo, en 2004, se organizó un homenaje a su figura en el MACBA de Barcelona, con una gran exposición formada por 150 obras realizadas desde los años 1940 hasta el presente, contando con pinturas, esculturas, dibujos y diversas creaciones del genial artista.
Entre sus últimos actos públicos cabe destacar su colaboración con José Saramago el año 2005 en defensa del grupo pacifista vasco Elkarri, o la donación el mismo año de su obra 7 de noviembre al Parlamento de Cataluña con motivo del 25 aniversario de la restauración del mismo. En octubre de 2007 cedió una obra original Archivado el 14 de septiembre de 2011 en Wayback Machine. suya a la campaña contra el cierre de las emisiones de TV3 en Valencia, para que se vendiesen sus reproducciones a diez euros y así sufragar la multa impuesta a ACPV por parte de la Generalidad Valenciana. El mismo año dejó un mensaje en la Caja de las Letras del Instituto Cervantes que no se abrirá hasta 2022. El 9 de abril de 2010 fue nombrado marqués de Tàpies por el rey Juan Carlos I.
Antoni Tàpies falleció el 6 de febrero de 2012 en su domicilio de Barcelona, a los 88 años.

## Estilo

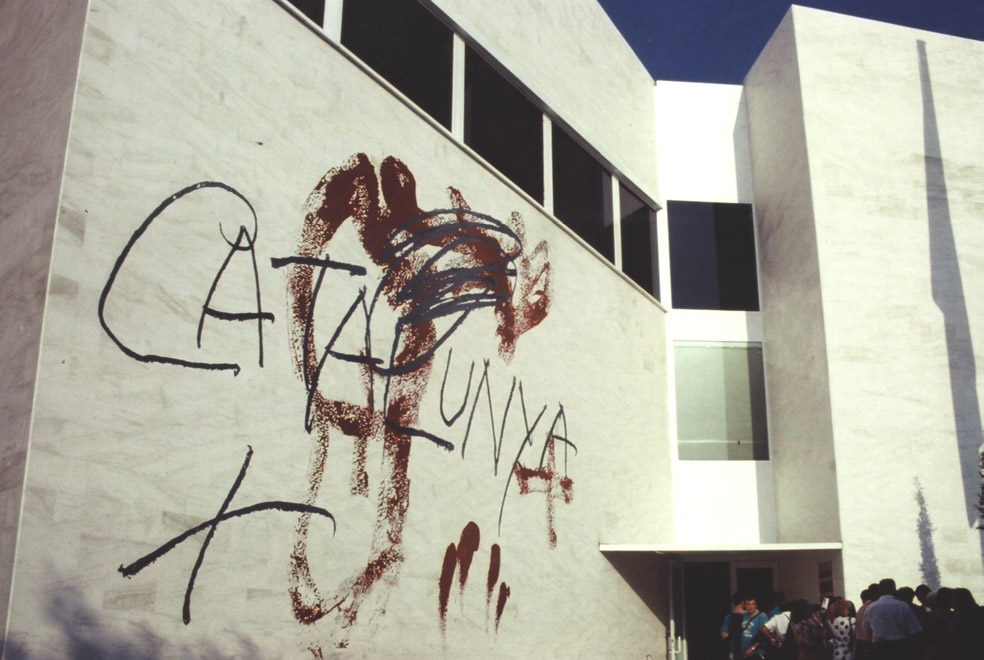
Mural del Pabellón de Cataluña en la Exposición Universal de Sevilla de 1992.

De formación prácticamente autodidacta en el terreno artístico, Tàpies fue, sin embargo, un hombre de gran cultura, amante de la filosofía (Nietzsche), la literatura (Dostoyevski) y la música (Wagner). Fue un gran defensor de la cultura catalana, de la que estaba profundamente imbuido: era un gran admirador del escritor místico Ramon Llull (del que realizó un libro de grabados entre 1973 y 1985), así como del Románico catalán y la arquitectura modernista de Antoni Gaudí. A la vez, era un admirador del arte y la filosofía orientales, que como Tàpies diluyen la frontera entre materia y espíritu, entre el hombre y la naturaleza. Influido por el budismo, mostró en su obra cómo el dolor, tanto físico como espiritual, es algo inherente a la vida.
La iniciación de Tàpies en el arte fue a través de dibujos de corte realista, principalmente retratos de familiares y amigos. Su primera toma de contacto con el arte de vanguardia de la época lo llevó a adscribirse a un surrealismo de tono mágico influenciado por artistas como Joan Miró, Paul Klee y Max Ernst, estilo que cristalizó en su etapa de Dau al Set.
Dau al Set fue un movimiento influido principalmente por el dadaísmo y el surrealismo, pero que también se nutrió de múltiples fuentes literarias, filosóficas y musicales: redescubrieron al místico mallorquín Ramon Llull, a la música de Wagner, Schönberg y el jazz, a la obra artística de Gaudí y literaria de Poe y Mallarmé, a la filosofía de Nietzsche y el existencialismo alemán, a la psicología de Freud y Jung, etc. Su pintura era figurativa, con un marcado componente mágico-fantástico, así como un carácter metafísico, de preocupación por el destino del hombre.
Tras su paso por Dau al Set, en 1951 comenzó una fase de abstracción geométrica, pasando en 1953 al informalismo: en 1951 viajó a París, donde conoció las nuevas corrientes europeas, así como las nuevas técnicas pictóricas (dripping, grattage, etc.); aquí contactó con artistas informalistas como Jean Fautrier o Jean Dubuffet. El informalismo fue un movimiento surgido tras la Segunda Guerra Mundial, que muestra la huella dejada por el conflicto bélico en una concepción pesimista del hombre, influenciada por la filosofía existencialista. Artísticamente, los orígenes del informalismo se pueden rastrear en la abstracción de Kandinsky o en los experimentos realizados con diversos materiales por el dadaísmo. El informalismo busca además la interrelación con el espectador, dentro del concepto de “obra abierta” expresado por el teórico italiano Umberto Eco.
Dentro del informalismo, Tàpies se situó dentro de la denominada “pintura matérica”, también conocida como “art brut”, que se caracteriza por la mixtificación técnica y el empleo de materiales heterogéneos, muchas veces de desecho o de reciclaje, mezclados con los materiales tradicionales del arte buscando un nuevo lenguaje de expresión artística. Los principales exponentes de la pintura matérica fueron, además de Tàpies, los franceses Fautrier y Dubuffet y el español Manolo Millares. El informalismo matérico fue desde los años 1950 el principal medio de expresión de Tàpies, en el que con distintas peculiaridades trabajó hasta su fallecimiento.
Las obras más características de Tàpies son las que aplica su mixtura de diversos materiales en composiciones que adquieren la consistencia de muros o paredes, a las que añade distintos elementos distintivos a través de signos que enfatizan el carácter comunicativo de la obra, semejando el arte popular del grafiti.  Esta consistencia de muro siempre ha atraído a Tàpies, al cual además le gustaba relacionar su estilo con la etimología de su propio apellido:

“El muro es una imagen que encontré un poco por sorpresa. Fue después de unas sesiones de pintura en las que me peleaba tanto con el material plástico que utilizaba y lo llenaba de tal cantidad de arañazos que, de pronto, el cuadro cambió, dio un salto cualitativo, y se transformó en una superficie quieta y tranquila. Me encontré con que había pintado una pared, un muro, lo cual se relacionaba a la vez con mi nombre”.

Asimismo, tiene una primordial significación en la obra de Tàpies el carácter iconográfico que añade a sus realizaciones a través de distintos signos como cruces, lunas, asteriscos, letras, números, figuras geométricas, etc. Para Tàpies estos elementos tienen una significación alegórica relativa al mundo interior del artista, evocando temas tan trascendentales como la vida y la muerte, o como la soledad, la incomunicación o la sexualidad. Cada figura puede tener un significado concreto: en cuanto a las letras, A y T son por las iniciales de su nombre o por Antoni y Teresa (su mujer); la X como misterio, incógnita, o como forma de tachar algo; la M la explica de la siguiente manera: 

“Todos tenemos una M dibujada en las líneas de la palma de la mano, lo cual remite a la muerte, y en el pie hay unas arrugas en forma de S; todo combinado era Muerte Segura”.

Otro rasgo distintivo en Tàpies era la austeridad cromática, generalmente se movía en gamas de colores austeros, fríos, terrosos, como el ocre, marrón, gris, beige o negro. El artista nos da su propia explicación: 

“Si he llegado a hacer cuadros sólo con gris, es en parte por la reacción que tuve frente al colorismo que caracterizaba el arte de la generación anterior a la mía, una pintura en la que se utilizaban mucho los colores primarios. El hecho de estar rodeado continuamente por el impacto de la publicidad y las señalizaciones características de nuestra sociedad también me llevó a buscar un color más interiorizado, lo que podría definirse como la penumbra, la luz de los sueños y de nuestro mundo interior. El color marrón se relaciona con una filosofía muy ligada al franciscanismo, con el hábito de los frailes franciscanos. Hay una tendencia a buscar lo que dicen los colores alegres: el rojo, el amarillo; pero en cambio para mí, los colores grises y marrones son más interiores, están más relacionados con el mundo filosófico”.

En su obra Tàpies reflejó una gran preocupación por los problemas del ser humano: la enfermedad, la muerte, la soledad, el dolor o el sexo. Tàpies nos dio una nueva visión de la realidad más sencilla y cotidiana, enalteciéndola a cotas de verdadera espiritualidad. La concepción vital de Tàpies se nutría de la filosofía existencialista, que remarca la condición material y mortal del hombre, la angustia de la existencia de que hablaba Sartre; la soledad, la enfermedad, la pobreza que percibimos en Tàpies la encontramos también en la obra de Samuel Beckett o Eugène Ionesco. El existencialismo señala el destino trágico del hombre, pero también reivindica su libertad, la importancia del individuo, su capacidad de acción frente a la vida; así, Tàpies pretendía con su arte hacernos reflexionar sobre nuestra propia existencia:

“Pienso que una obra de arte debería dejar perplejo al espectador, hacerle meditar sobre el sentido de la vida”.

En los años 1970, influenciado por el pop-art, empezó a utilizar objetos más sólidos en sus obras, como partes de muebles. Sin embargo, la utilización de elementos cotidianos en la obra de Tàpies no tiene el mismo objetivo que en el pop-art, donde son utilizados para hacer una banalización de la sociedad de consumo y los medios de comunicación de masas; en cambio, en Tàpies siempre está presente el sustrato espiritual, la significación de los elementos sencillos como evocadores de un mayor orden universal.
Se suele considerar a Tàpies como precursor del arte povera, en su utilización de materiales pobres y de desecho, aunque nuevamente hay que remarcar la diferencia conceptual de ambos estilos.

## Técnica

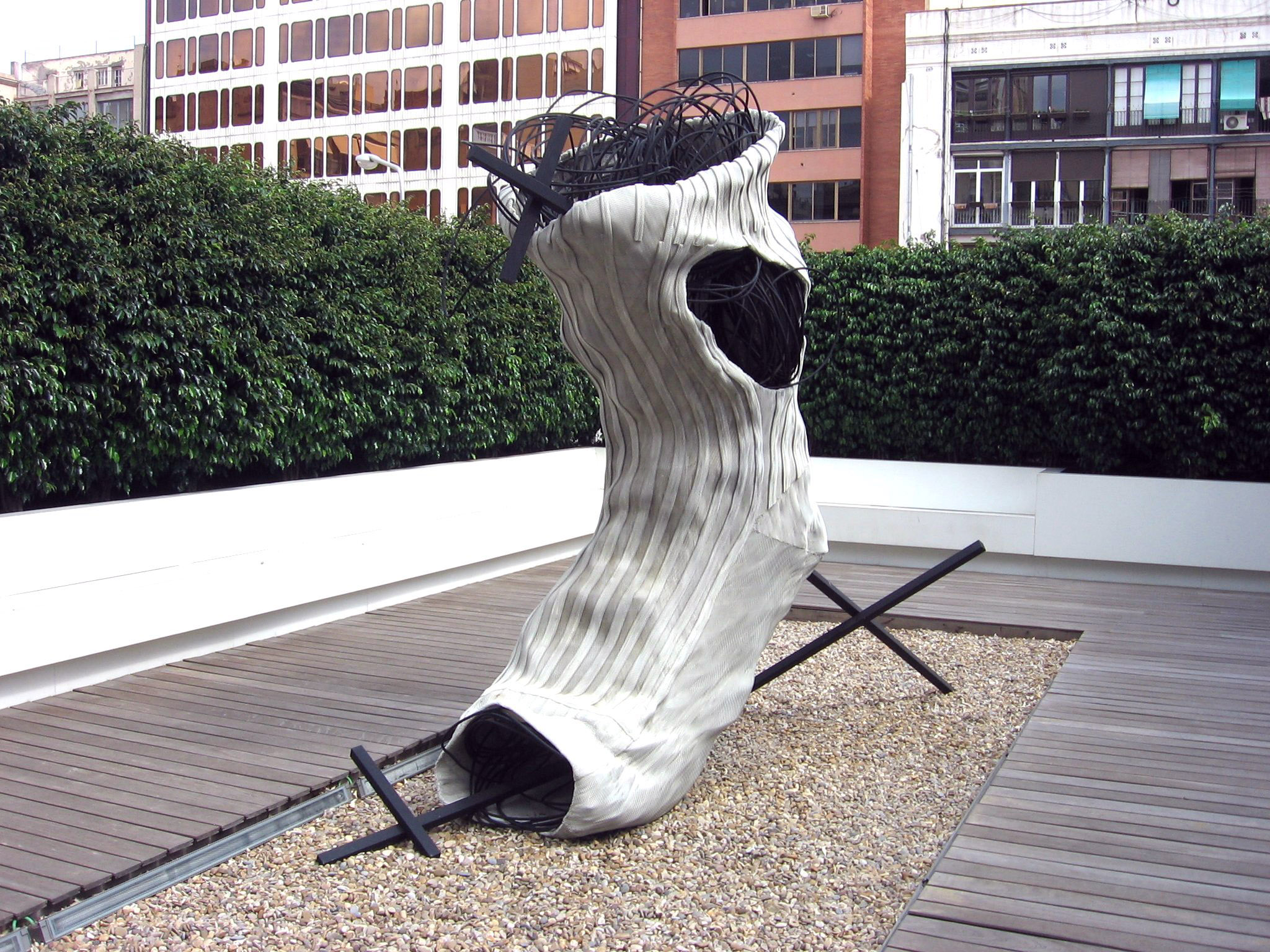
Calcetín, Fundación Antoni Tàpies.

En su obra más característica dentro del informalismo matérico, Tàpies empleaba técnicas que mezclaban los pigmentos tradicionales del arte con materiales como arena, ropa, paja, etc., con predominio del collage y el assemblage, y una textura cercana al bajorrelieve.
Tàpies definía su técnica como “mixta”: pintaba sobre tela, en formatos medios, en posición horizontal, disponiendo una capa homogénea de pintura monocromática, sobre la que aplicaba la ”mixtura”, mezcla de polvo de mármol triturado, aglutinante, pigmento y óleo, aplicado con espátula o con sus propias manos.
Cuando estaba casi seco hacía un grattage con tela de arpillera, aplicada sobre la superficie, y cuando estaba adherida la arrancaba, creando una estructura de relieve, con zonas rasgadas, arañadas o incluso horadadas, que contrastan con los cúmulos y densidades matéricas de otras zonas del cuadro. A continuación, hacía un nuevo grattage con diversos útiles (punzón, cuchillo, tijeras, pincel). Por último, añadía signos (cruces, lunas, asteriscos, letras, números, etc.), en composiciones que recuerdan el grafiti, así como manchas, aplicadas mediante dripping. 
No añadía elementos de fijación, por lo que las obras se degradaban rápidamente —la mixtura es bastante efímera—; sin embargo, Tàpies defendía la descomposición, como pérdida de la idea de la eternidad del arte, le gustaba que sus obras reflejasen la sensación del paso del tiempo. A ello contribuía también sus propias huellas en la obra, las incisiones que practicaba, que para él eran un reflejo de la naturaleza.

## Obra

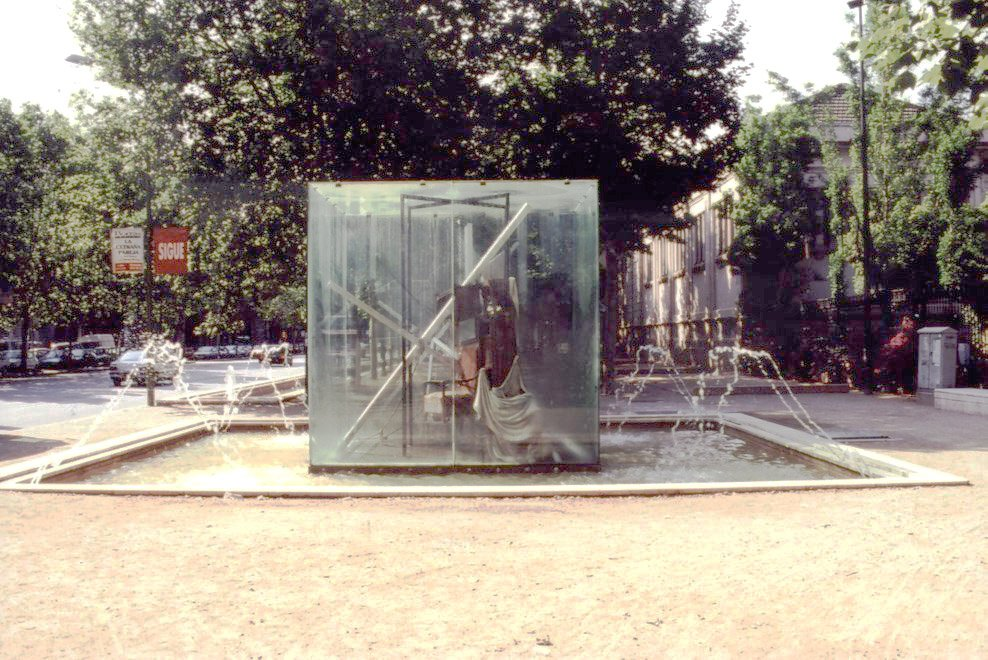
Homenaje a Picasso, en el Parque de la Ciudadela de Barcelona.

Los inicios de Tàpies fueron en el terreno del dibujo, generalmente en tinta china, dedicándose principalmente al retrato, preferentemente de familiares y amigos, de gran realismo: Josep Gudiol, Antoni Puigvert, Pere Mir i Martorell, Autorretrato (1944). Se empezó a interesar por técnicas novedosas, y comenzó a dejar sus huellas en la obra: Zoom (1946), retrato invertido, en forma de sol, con un tono amarillo influido en Van Gogh y un blanco de España muy puro, dando una fuerte luminosidad. 
Hacia 1947 realizó dibujos más fluidos, con influencia de Matisse. Más tarde comenzó su obra ya auténticamente personal, con materiales espesos y pinceladas cortas y separadas, con un aire primitivo y expresionista, con una temática mágica y panteísta (Tríptico, 1948).
Durante la etapa de Dau al Set, Tàpies se enmarcó en un surrealismo mágico figurativo, con influencia de Joan Miró, Paul Klee y Max Ernst: Ninfas, dríadas y arpías (1950), ambiente nocturno, con influencia de Henri Rousseau en la vegetación; El gato, con influencia de Klee, fuertes claroscuros, mundo fantástico, irreal, colores oscuros; El dolor de Brunhilde, con influencia del expresionismo alemán en los contrastes de color, luz y sombra.
Por último, tras su paso por Dau al Set, en 1951 comenzó una fase de abstracción geométrica, pasando en 1953 al informalismo de tendencia matérica que sería característico de su obra. Sus realizaciones fueron adquiriendo una densidad más gruesa, con empastes muy densos, incorporando el grattage, que solía efectuar con el pincel invertido, creando relieve. También realizó collages con papel de periódico o cartulina, y materiales reciclados o incluso detríticos, mostrando la influencia de Kurt Schwitters (Collage de cruces, 1947; Collage de cuerdas y arroz). Sus colores típicos eran oscuros: castaño, ocre, beige, marrón, negro; el blanco suele ser “sucio”, mezclado con tonos oscuros. Tan solo esporádicamente se explayaba en colores vibrantes, como el rojo (Rojo y negro con zonas arrancadas, 1963-1965) y el azul (Azul y dos cruces, 1980).
En 1954 realizó unos plafones escultóricos en relieve en la fachada del edificio de oficinas Finanzauto, en la calle Balmes 216 de Barcelona, con motivos alusivos a los escolapios, propietarios del edificio.
Entre 1955 y 1960 tuvo su período más radicalmente matérico, con un estilo austero, con colores neutros, de la tierra, y profusión de signos: cruz, T (de Tàpies), cruz en aspa (X), 4 (por los cuatro elementos y los cuatro puntos cardinales, como símbolo de la tierra), etc.: Gran pintura gris (1956), Gran óvalo (1956), Óvalo blanco (1957), Pintura en forma de T (1960).

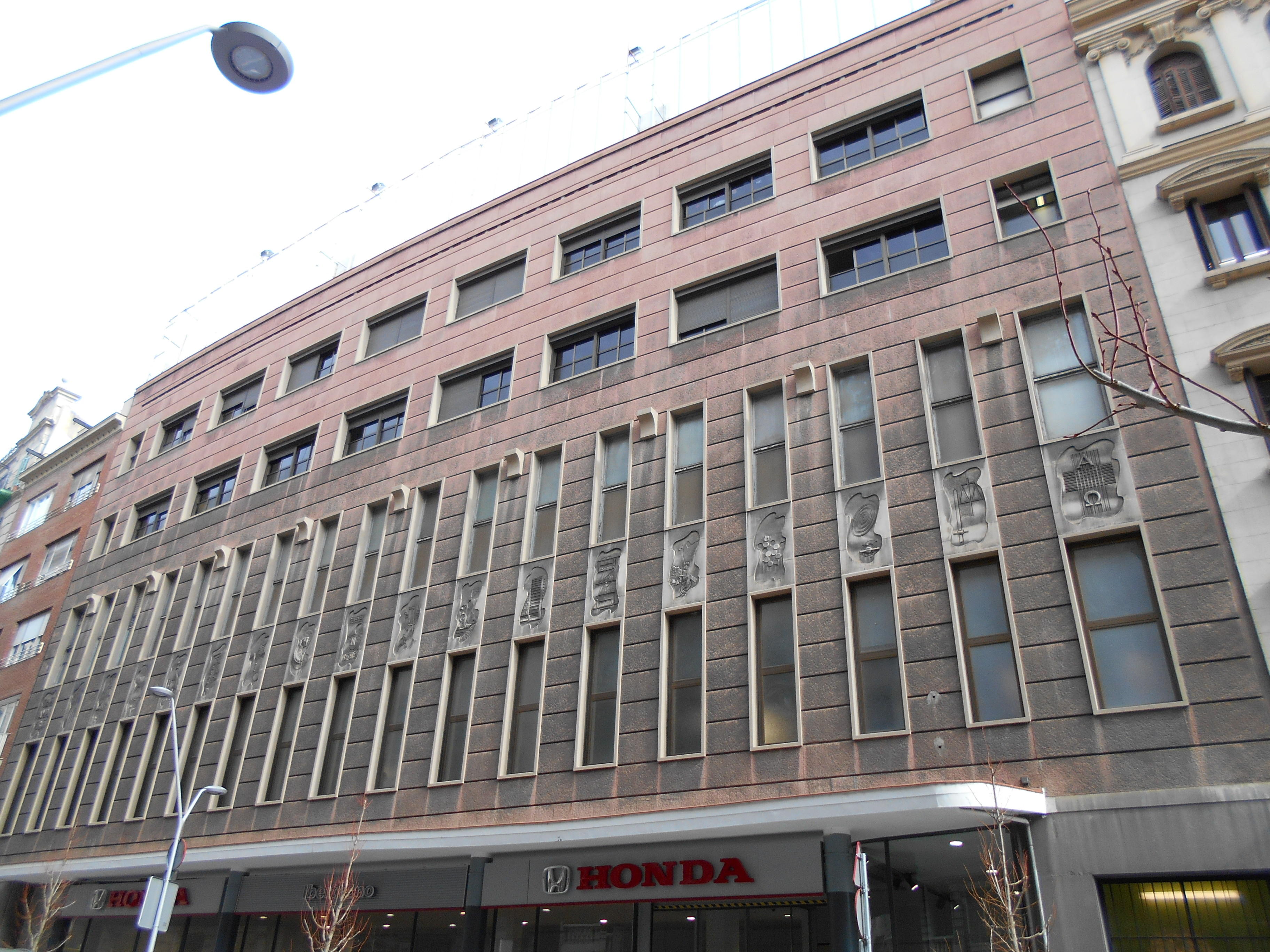
Relieves del edificio Finanzauto (1954), calle Balmes 216, Barcelona.

También es importante en la obra de Tàpies la presencia del cuerpo humano, generalmente en partes separadas, de formas esquemáticas, muchas veces con apariencia de deterioro, el cuerpo aparece rasgado, agredido, agujereado. Así lo percibimos en El fuego interior (1953), torso humano en forma de tela de arpillera descompuesta por quemaduras; Relieve ocre y rosa (1965), figura femenina arrodillada; Materia en forma de axila (1968), en que a la figura de un torso mostrando la axila añade cabellos reales; Cráneo blanco (1981) evoca las “vanitas” del barroco español, el recordatorio de la caducidad de la vida; Cuerpo (1986) refleja una figura yaciente, evocadora de la muerte —lo que se acentúa por la palabra “Tartaros”, el infierno griego—; Días de Agua I (1987), un cuerpo que se sumerge en olas de pintura gris, evocando la leyenda de Hero y Leandro.
Otra de las características de Tàpies es su profusa utilización de los más diversos objetos dentro de sus obras: Caja de cordeles (1946) ya anticipaba esta tendencia, con una caja llena de cordeles dispuestos de forma radial que recuerdan una cabellera; Puerta metálica y violín (1956) es una curiosa composición de los dos elementos citados, aparentemente antitéticos, uno por su carácter prosaico y otro por su elevada connotación artística e intelectual; Paja prensada con X (1969), para Tàpies la paja evoca el renacer de la vida, su vinculación con los mitos solares; Cojín y botella (1970), nueva conjunción de dos objetos dispares, pretende contraponer un cojín de refinado gusto burgués con una simple botella de vidrio de aire casi proletario.
También son importantes en Tàpies las figuras geométricas, quizá influidas por el Románico catalán o el arte primitivo y oriental: Óvalo blanco (1957), círculo como símbolo solar y de perfección y eternidad; Materia doblada  (1981), lienzo semejante al sudario de Cristo, con ciertas reminiscencias que recuerdan a Zurbarán, pintor admirado por Tàpies; La escalera (1974), como símbolo de ascensión, inspirado en obras de Miró como Perro ladrando a la luna o Carnaval del Arlequín.
Aunque la evolución de la obra tapiana fue uniforme desde sus inicios en el informalismo, con el paso del tiempo se produjeron sutiles diferencias tanto en técnicas como en contenidos: entre 1963 y 1968 recibió cierta influencia del pop-art, en su acercamiento al mundo de la realidad circundante, en que se destaca el objeto cotidiano: Materia en forma de sombrero, El marco, La mujer, Materia en forma de nuez, Mesa y sillas (1968), Materia con manta (1968), Gran paquete de paja (1968), Paja prensada (1969). Entre 1969 y 1972 dio preponderancia a los temas catalanes: Atención Cataluña (1969), El espíritu catalán (1971), Pintura románica con barretina (1971), Sardana (1971), Inscripciones y cuatro barras sobre arpillera (1971-1972), Cataluña-Libertad (1972).
En el periodo 1970-1971 tuvo una etapa conceptualista, trabajando con materiales detríticos, con manchas de grasa o materias brutas: Pica de lavar con cruz, Mueble con paja, Palangana con Vanguardias, Paja cubierta con trapo. Después de una época de crisis hasta finales de los años 70, en que se centró en la escultura y el grabado, desde 1980 renovó técnicas y temáticas, volviendo a un cierto informalismo. Asimismo, durante esa década, por influencia del arte postmoderno —especialmente el neoexpresionismo alemán—, incorporó más elementos figurativos, generalmente como homenaje a estilos y artistas tradicionales de la historia del arte, como en Recuerdo (1982), que alude a Leonardo Da Vinci, o Materia ocre (1984) y Mancha marrón sobre blanco (1986), que evocan al Barroco.
En los años 90 recibió una serie de encargos institucionales: en 1991 realizó Las cuatro crónicas, en la Sala Tarradellas del Palacio de la Generalidad de Cataluña. En 1992 se encargó de la decoración mural de los pabellones de Cataluña y del Comité Olímpico Internacional para la Exposición Universal de Sevilla. Ese mismo año se suscitó una fuerte polémica por el proyecto encargado por el Ayuntamiento de Barcelona para decorar la Sala Oval del Palacio Nacional de Montjuïc, sede del MNAC. Tàpies proyectó una escultura en forma de calcetín, de 18 metros de altura, con la significación, según él, de “un humilde calcetín en cuyo interior se propone la meditación y con el que quiero representar la importancia en el orden cósmico de las cosas pequeñas”. Sin embargo, debido al rechazo popular al proyecto y a la oposición de la Generalidad de Cataluña, la obra finalmente no se llevó a término. Aun así, años más tarde el artista retomó el proyecto y construyó su obra en la terraza de la Fundación Antoni Tàpies, como principal obra representativa de la Fundación tras su reapertura en 2010, después de dos años de reforma del museo. Pese a todo, no se construyó el proyecto original de 18 metros, sino una versión reducida de 2,75 metros.
En 1994 Tàpies recibió el encargo por parte de la Universidad Pompeu Fabra de adecuar un espacio como capilla laica, es decir, como espacio de recogimiento para la reflexión y la meditación. El espacio formaba parte del Ágora Rubió i Balaguer de la universidad, diseñada por el arquitecto Jordi Garcés, que une subterráneamente los antiguos edificios de los cuarteles de Roger de Llúria y Jaume I, y que además de la capilla contiene un auditorio y una sala de exposiciones. Tàpies concibió el espacio como un refugio del mundo exterior, dejando la estructura arquitectónica como estaba, con paredes de hormigón, instalando una serie de intervenciones artísticas para completar el aire de recogimiento de la capilla: el mural Díptico de la campana y la escultura Serpiente y plato, así como unas sillas de espadaña colgadas en una pared y una alfombra de arpillera, todo para producir un ambiente de meditación y reposo. La escultura se sitúa sobre un altar, con un gran plato de porcelana sobre el que se sitúa la serpiente; podemos vislumbrar el antecedente del proyecto del calcetín para el Palacio Nacional, que también se habría situado sobre un altar.
En escultura, desde sus inicios en la técnica del assemblage en la década de los 70 pasó a la utilización de la terracota desde 1981 y del bronce desde 1987, siempre en una línea parecida a la de su pintura, con técnicas mixtas y utilización de materiales reciclados o de desecho, en asociaciones a veces insólitas que buscan impactar al espectador. Destacan su Homenaje a Picasso (Parque de la Ciudadela, 1983), y el mosaico cerámico de la plaza de Cataluña de San Baudilio de Llobregat (1983), así como la instalación titulada Nube y silla en el Museo Tàpies (1989).

## Obra seleccionada

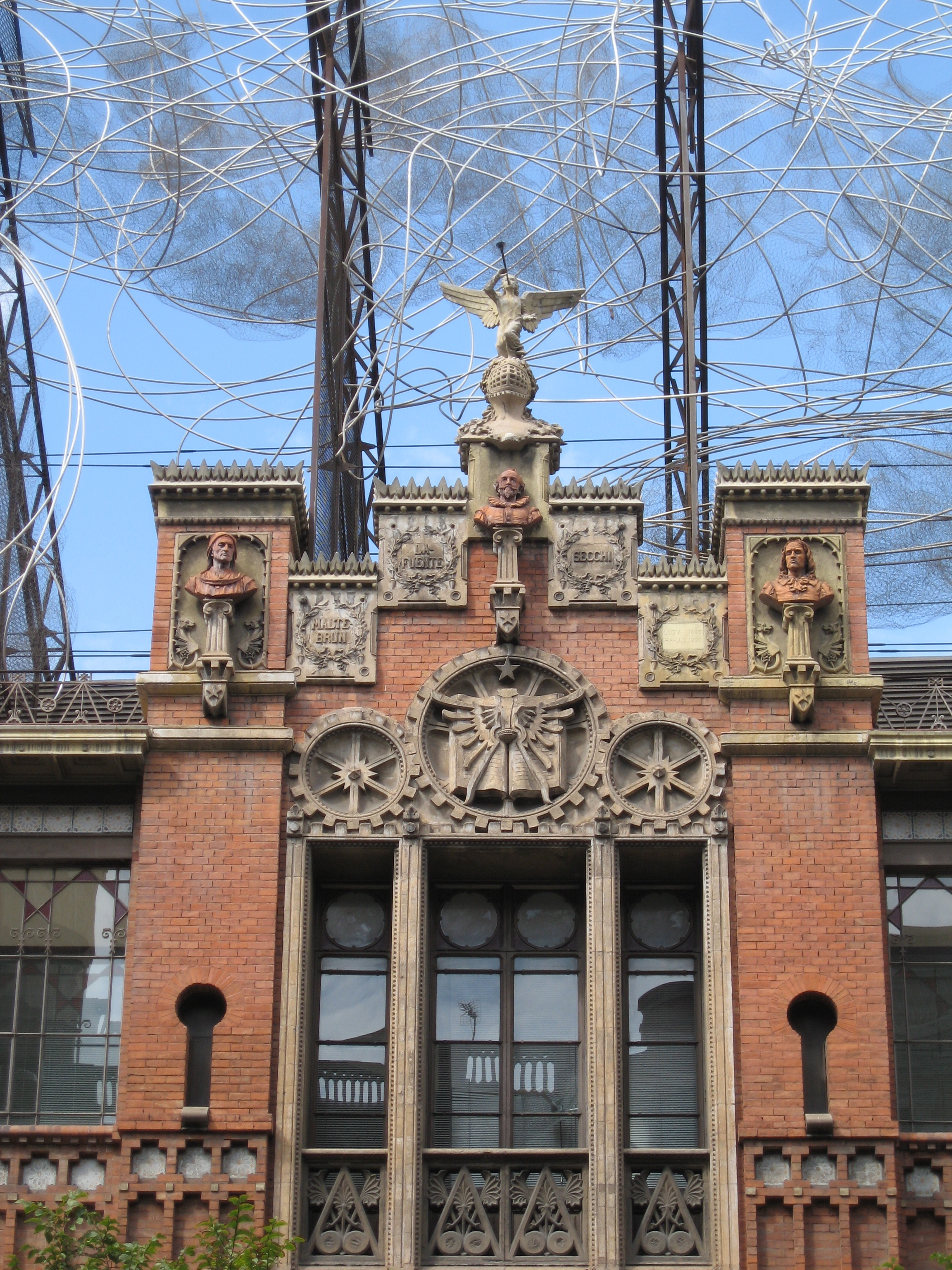
Nube y silla, en la Fundación Antoni Tàpies.

- Zoom (1946) – óleo y blanco de España sobre lienzo, 65 x 54 cm, Fundación Antoni Tàpies, Barcelona.
- Cruz de papel de periódico (1947) – collage y acuarela sobre papel, 40 x 31 cm, Colección particular, Barcelona.
- Tríptico (1948) – óleo sobre lienzo, 97 x 65, 97 x 130, 97 x 65 cm, Colección particular, Barcelona.
- Collage de arroz y cuerdas (1949) – pintura y collage sobre cartón, 75 x 52,5 cm, Colección particular, París.
- El escarnecedor de diademas (1949) – óleo sobre lienzo, 92 x 73 cm, Colección particular, Barcelona.
- La barbería de los malditos y de los elegidos (1950) – óleo sobre lienzo, 97 x 130 cm, Colección particular, Barcelona.
- Dríadas, ninfas, arpías (1950) – óleo sobre lienzo, 97 x 130 cm, Colección particular, Barcelona.
- El fuego interior (1953) – técnica mixta sobre tela, 60 x 73 cm, Colección particular, Barcelona.
- Blanco con manchas rojas (1954) – técnica mixta sobre tela, 115 x 88 cm, Colección particular, Barcelona.
- Tierra y pintura (1956) – técnica mixta sobre madera, 33,5 x 67,5 cm, Colección particular, Barcelona.
- Laberinto (1956) – técnica mixta sobre tela, 65 x 81 cm, Colección particular, Weiden.
- Pintura ocre (1959) – técnica mixta sobre tela, 240 x 190 cm, MACBA, Barcelona.
- M (1960) – técnica mixta sobre tela montada sobre madera, 195 x 170 cm, Colección particular, Lieja.
- Signo y materia 3d (1961) –  técnica mixta sobre cartón, 74,8 x 105,3 cm, Museo de Bellas Artes de Bilbao.
- Relieve con cuerdas (1963) – técnica mixta sobre tela, 148,5 x 114 cm, Fundación Antoni Tàpies.
- En forma de silla (1966) – técnica mixta sobre tela, 130 x 97 cm, Colección particular.
- Materia en forma de axila (1968) – técnica mixta sobre tela, 65,5 x 100,5 cm, Colección particular.
- Caja de embalar (1969) – montaje de madera y papel, 170 x 125 x 8 cm, Galería Martha Jackson, Nueva York.
- Paja prensada a la X (1969) – técnica mixta sobre tela, 200 x 175 cm, MNCARS, Madrid.
- Homenaje a Richard Wagner (1969) - acrílico y collage sobre papel, 76 x 40 cm, Fundació Joan Brossa, Barcelona.
- Pintura con esposas (1970) – assemblage y pintura sobre tela, 130 x 167 cm, Colección particular.
- Silla cubierta (1970) – objeto-assemblage, 77,5 x 69,5 x 56,5 cm, Wilhelm-Lehmbruck-Museum der Stadt, Duisburg.
- Mesa de despacho con paja (1970) – objeto-assemblage, 108 x 130 x 92 cm, Adrien Maeght, París.
- El espíritu catalán (1971) – técnica mixta sobre madera, 200 x 270 cm, Museo Universidad de Navarra.
- Brazo (1973) – técnica mixta sobre madera, 82 x 130 cm, Colección particular, Barcelona.
- La escalera (1974) – técnica mixta sobre madera, 250 x 300 cm, Galería Maeght, París.
- Efecto de bastón en relieve (1979) – técnica mixta sobre ropa y tela, 134,5 x 162 cm, Galería Maeght, Barcelona.
- Materia sobre madera con óvalo (1979) – técnica mixta sobre madera, 270 x 200 cm, Galería Maeght, París.
- Azul con dos cruces (1980) – técnica mixta sobre manta y tela, 206 x 146 cm, Colección particular.
- Dragón (1980) – pintura, lápiz y barniz sobre madera, 89 x 146,5 cm, Colección particular, Barcelona.
- Desnudo de barniz (1980) – técnica mixta sobre tela, 65 x 100 cm, Colección particular, Barcelona.
- Amor, a muerte (1980) – pintura sobre tela, 200,5 x 276 cm, IVAM, Valencia.
- Cráneo blanco (1981) – pintura sobre cartón, 52,5 x 42,5 cm, Colección particular, Barcelona.
- Pie sobre blanco (1981) – técnica mixta sobre madera, 162 x 97 cm, Colección particular, Barcelona.
- Materia doblada (1981) – técnica mixta sobre tabla, 130 x 130 cm, Galería Maeght, Barcelona.
- Rojo y negro (1981) – técnica mixta sobre madera, 170 x 195 cm, Colección particular, North Egremont, Massachusetts.
- A tumbada (1982) – pintura y barniz sobre madera, 162 x 261 cm, Fundación Renault, Boulogne-sur-Mer.
- Barniz con formas negras (1982) – pintura y barniz sobre tela, 200,5 x 275 cm, Galería Lelong, París.
- Materia del tiempo (1983) – pintura sobre madera, 270 x 220 cm, Colección particular, Barcelona.
- Tríptico de los graffiti (1984) – técnica mixta sobre tela, 195 x 300 cm, Colección particular, Barcelona.
- M blanca (1984) – pintura y barniz sobre madera, 270 x 220 cm, Colección particular, Barcelona.
- Lector (1984) – pintura sobre tela, 100 x 100 cm, Colección particular, Barcelona.
- Materia ocre (1984) – pintura sobre madera, 195 x 170 cm, Colección particular, Barcelona.
- Torso (1985) – pintura y barniz sobre madera, 97 x 130 cm, Colección particular, Barcelona.
- Dos bastidores (1985) – pintura y collage sobre madera, 250 x 200 cm, Galería Bayeler, Basilea.
- Ojos cerrados (1985) – pintura sobre tabla, 97 x 130 cm, Colección particular, Barcelona.
- Gran blanco con mano (1985) – pintura y collage sobre madera, 200 x 250 cm, Colección particular, Barcelona.
- Capitoné (1986) – pintura y assemblage sobre madera, 130 x 162 cm, Colección particular, Barcelona.
- Gran díptico de tierra (1987) – técnica mixta sobre madera, 220 x 600 cm, Galería Lelong, París.
- Puertas y flechas (1987) – pintura, barniz y assemblage sobre tela, 195,5 x 300 cm, Colección particular, Barcelona.
- Blanco y silla (1987) – técnica mixta y assemblage sobre tela, 225 x 330 cm, Colección particular, Barcelona.
- Días de Agua II (1987) – pintura, lápiz y collage sobre tela, 60 x 73 cm, Colección particular, Barcelona.
- Infinito (1988) – técnica mixta sobre madera, 250 x 330 cm, Colección particular, Barcelona.
- Tres dedos (1990) – pintura y barniz sobre tela, 146 x 114 cm, Colección particular, Barcelona.
- Nube y silla (1990) – aluminio anodizado y acero inoxidable, 12,7 x 24 x 6,8 cm, Fundación Antoni Tàpies, Barcelona.
- Inspiración-expiración (1991) – técnica mixta sobre madera, 225 x 200 cm, Colección particular, Barcelona.
- Las cuatro crónicas (1991) – técnica mixta sobre madera, 251 x 600 cm, Palacio de la Generalidad de Cataluña, Barcelona.
- Pregunta (1992) – collage, pintura y barniz sobre tela, 275 x 200,5 cm, Colección particular, Barcelona.
- Perfil metálico (1993) – repujado y collage sobre plancha metálica, 100 x 84,5 cm, Colección particular, Barcelona.
- Cabeza (1995) – técnica mixta sobre madera, 116,5 x 89 cm, Colección particular, Barcelona.
- Cama (1995) – técnica mixta sobre madera, 225 x 400 cm, Colección particular, Barcelona.
- Cuerpo y alambres (1996) – pintura y assemblage sobre madera, 162,5 x 260,5 cm, Fundación Antoni Tàpies, Barcelona.
- Monólogo (1997) – pintura sobre madera, 175 x 200 cm, Colección particular, Barcelona.
- Tierra de sombra (1998) – pintura y assemblage sobre tela, 220 x 270 cm, Fundación Antoni Tàpies, Barcelona.
- Pie y cesto (1999) – pintura sobre bronce, 39 x 48 x 52 cm, Colección particular, Barcelona.
- Martillo (2002) – pintura sobre tela, 130 x 162 cm, Colección particular, Barcelona.
- 1/2 (2003) – pintura y barniz sobre madera, 200 x 175 cm, Colección particular, Barcelona.
- Formas en el espacio (2009) – técnica mixta sobre tela, 300 x 250 cm, Colección particular, Barcelona.

## Exposiciones

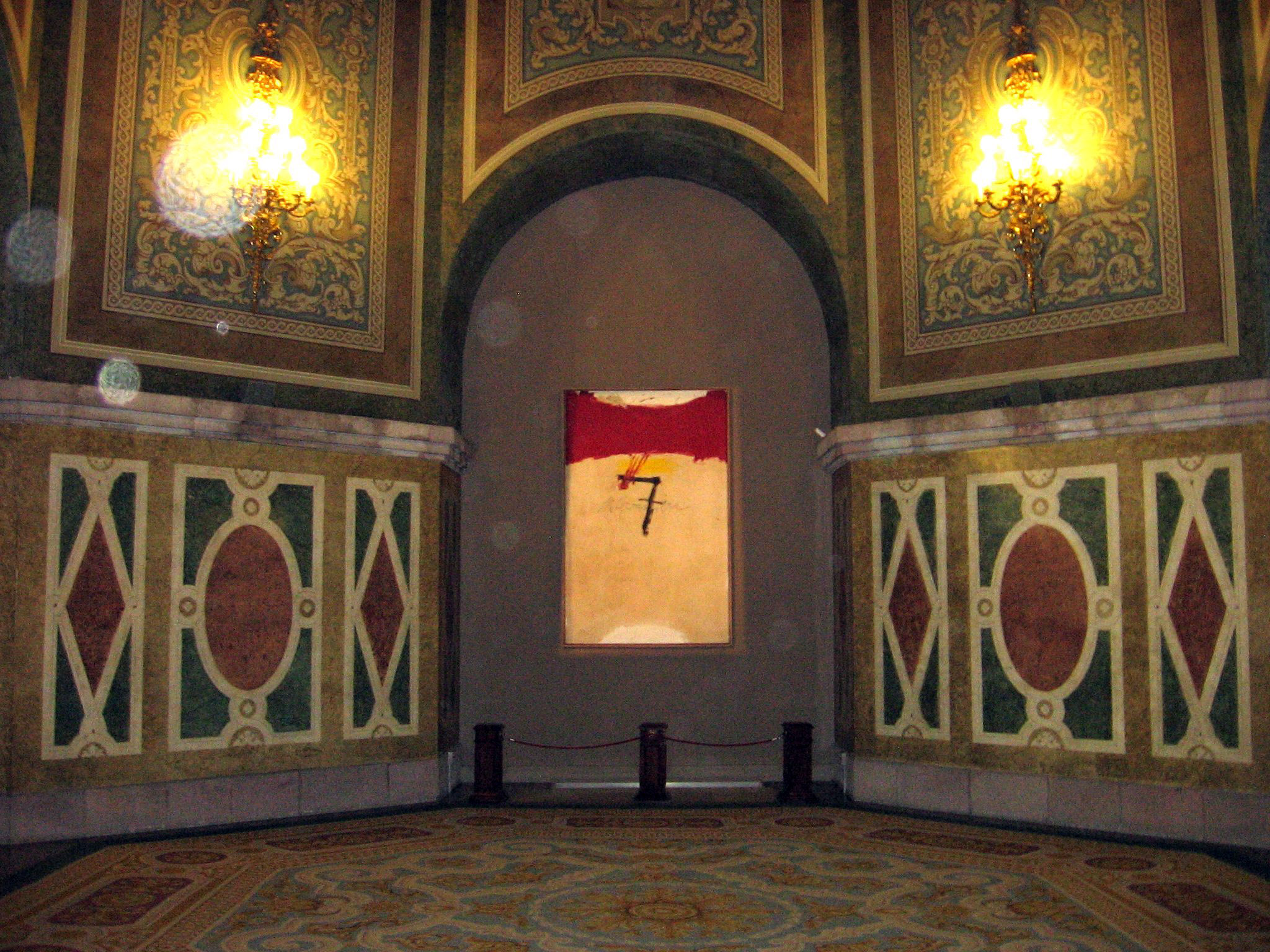
7 de noviembre de 1971, Sala de Pasos Perdidos del Parlamento de Cataluña.

- 1948: I Salón de Octubre de Barcelona.
- 1949: Instituto Francés de Barcelona.
- 1950: VII Salón de los Once en Madrid y primera exposición individual en las Galeries Laietanes de Barcelona.
- 1952: XXVI Bienal de Venecia y nueva exposición en las Galeries Laietanes de Barcelona.
- 1953: exposiciones individuales en la Martha Jackson Gallery de Nueva York, las Galerías Biosca de Madrid y la Marshall Field Art Gallery de Chicago.
- 1954: XXVII Bienal de Venecia y nueva exposición en las Galeries Laietanes de Barcelona.
- 1955: III Bienal Hispanoamericana, Barcelona. Exposiciones individuales en la Sturegalleriet de Estocolmo y la Sala Gaspar de Barcelona.
- 1956: exposición individual, Galerie Stadler, París.
- 1957: exposiciones individuales en la Martha Jackson Gallery de Nueva York, la Galerie Stadler de París y la Galerie Schmela de Düsseldorf.
- 1958: sala especial en la XXIX Bienal de Venecia.
- 1959: exposiciones en el Museo de Arte de Bilbao, la Martha Jackson Gallery de Nueva York, la Gres Gallery de Washington, la Galerie Stadler de París, la Kunsthalle de Berna y la Galerie Van de Loo de Múnich (con Antonio Saura).
- 1960: exposiciones en la Sala Gaspar de Barcelona, el Museo de Arte de Bilbao, la Martha Jackson Gallery de Nueva York y la Galleria dell'Ariete de Milán.
- 1961: exposiciones individuales en la Martha Jackson Gallery de Nueva York, la Gres Gallery de Washington y la Galerie Stadler de París.
- 1962: exposiciones retrospectivas en la Kestner Gesellschaft de Hanóver, el Guggenheim Museum de Nueva York y la Kunsthaus de Zúrich.
- 1963: exposiciones en el Phoenix Art Center (Phoenix, Arizona), el Pasadena Art Museum (Pasadena, California), la Felix Landau Gallery de Los Ángeles, la Martha Jackson Gallery de Nueva York, Berggruen & Cie. de París y la Galerie Im Erker de Sankt Gallen.
- 1964: sala especial en la III Documenta de Kassel y exposiciones en la Galerie Rudolf Zwirner de Colonia, la Galerie Stadler de París, la Gallery Moos de Toronto y la Sala Gaspar de Barcelona.
- 1965: exposición retrospectiva en el Institute of Contemporary Arts de Londres e individuales en la Galerie Rudolf Zwirner de Colonia y la Galerie van de Loo de Múnich.
- 1966: participación en la Bienal de Menton y exposición en la Galerie Stadler de París.
- 1967: participación en la Bienal de Liubliana, retrospectiva en el Kunstmuseum de Sankt Gallen y exposiciones individuales en la Martha Jackson Gallery de Nueva York y la Galerie Maeght de París.
- 1968: exposiciones retrospectivas en el Museum des 20. Jahrhunderts de Viena, en el Kunstverein de Hamburgo y el Kölnischer Kunstverein de Colonia, e individuales en la Martha Jackson Gallery de Nueva York, la Galerie Maeght de París y la Galerie Schmela de Düsseldorf.
- 1969: exposiciones en la Galerie Maeght de París, la Gallery Moos de Toronto, la Sala Gaspar de Barcelona y retrospectiva en la Kasseler Kunstverein de Kassel.
- 1970: Martha Jackson Gallery de Nueva York.
- 1971: Il Collezionista d’Arte Contemporanea de Roma y Galerie Maeght de Zúrich.
- 1972: Galerie Maeght de París y retrospectiva en la Städtische Galerie im Haus Seel de Siegen.
- 1973: exposiciones retrospectivas en el Musée d'Art Moderne de la Ville de Paris, el Musée Rath de Ginebra y el Palais des Beaux-Arts de Charleroi, e individuales en la Martha Jackson Gallery de Nueva York, la Jodi Scully Gallery de Los Ángeles y la Galería Juana Mordó de Madrid.
- 1974: exposiciones retrospectivas en el Louisiana Museum de Copenhague, la Nationalgalerie de Berlín, la Hayward Gallery de Londres y la Glynn Vivian Art Gallery de Swansea, e individuales en la Galerie Maeght de París y la Gallery Moos de Toronto.
- 1975: exposiciones en la Galería Maeght de Barcelona, la Galerie Maeght de Zúrich, la Ruth S. Schaffner Gallery de Los Ángeles, la Galerie Beyeler de Basilea y la Martha Jackson Gallery de Nueva York.
- 1976: exposiciones retrospectivas en la Fundación Maeght de Saint-Paul-de-Vence, el Seibu Museum de Tokio, la Fundación Joan Miró de Barcelona.
- 1977: exposiciones retrospectivas en la Albright-Knox Art Gallery (Buffalo, Nueva York), el Museum of Contemporary Art de Chicago, el Marion Koogler McNay Art Institute de San Antonio (Texas), el Des Moines Art Center (Des Moines, Iowa), el Musée d’Art Contemporain de Montreal, el Kunstverein de Bremen y el Staatliche Kunsthalle de Baden-Baden.
- 1978: exposiciones retrospectivas en el Kunstmuseum de Winterthur y el Musée de l’Abbaye de Sainte Croix de Les Sables-d’Olonne, e individuales en la Martha Jackson Gallery de Nueva York, la Galería Maeght de Barcelona y la Galerie Schmela de Düsseldorf.
- 1979: exposiciones en la Galerie Maeght de París y la Hastings Gallery del Spanish Institute de Nueva York, y retrospectiva en la Badischer Kunstverein de Karlsruhe.
- 1980: exposiciones retrospectivas en el Museo Español de Arte Contemporáneo de Madrid, el Stedelijk Museum de Ámsterdam, la Kunsthalle de Kiel y el Wolfgang-Gurlitt-Museum de Linz e individuales en la Galerie Maeght de Zúrich y el Studio Dueci de Roma.
- 1981: exposiciones en la Galería Maeght de Barcelona, la Galerie Maeght de Zúrich, M. Knoedler & Co. de Nueva York y la Stephen Wirtz Gallery de San Francisco, y retrospectiva en la Fondation du Chateau de Jau, Cases de Pène.
- 1982: retrospectivas en el Palacio de la Lonja de Zaragoza y la Scuola di San Giovanni Evangelista de Venecia, y exposiciones en la Marisa del Re Gallery de Nueva York, la Galerie Maeght de París y el Studio Dueci de Roma.
- 1983: exposiciones en la Galerie Maeght de Zúrich, el Saló del Paranimf de la Universidad de Barcelona, la Abbaye de Sénanque de Gordes, la Städtische Galerie Prinz-Max-Palais de Karlsruhe y la Galería Maeght de Barcelona, y retrospectiva en la Fundación Joan Miró de Barcelona.
- 1984: exposiciones en el Museo Municipal de San Telmo de San Sebastián, la Galerie Maeght Lelong de Nueva York, la Galerie Maeght Lelong de Zúrich, la Galería Antonio Machón de Madrid, la Galerie Maeght Lelong de París y la Galerie Brusberg de Berlín.
- 1985: exposiciones retrospectivas en el Palazzo Reale de Milán y el Museum voor Moderne Kunst de Bruselas, individual en la Stephen Wirtz Gallery de San Francisco.
- 1986: exposiciones antológicas en la Wienes Kunstlerhaus de Viena y el Stedelijk van Abbemuseum de Eindhoven, participación en la exposición inaugural del MNCARS de Madrid y exposiciones individuales en la Galería Theo de Madrid, la Galerie Maeght Lelong de Nueva York, la Abbaye de Montmajour de Arlés, la Galerie Maeght Lelong de París, la Galería Joan Prats de Barcelona y la Galería Carles Taché de Barcelona.
- 1987: exposiciones en la Galería Maeght de Barcelona, la Galerie Lelong de Zúrich y la Galería Carles Taché de Barcelona.
- 1988: exposiciones antológicas en el Saló del Tinell de Barcelona, la Llotja de Palma de Mallorca y el Musée Cantini de Marsella e individuales en la Galerie Lelong de París, el Annely Juda Fine Arts de Londres y la Galerie Beyeler de Basilea.
- 1989: exposición antológica en el Kunstsammlung Nordrhein-Westfalen de Düsseldorf y el Palacio de Bellas Artes de Pekín e individuales en la Galerie Lelong de Nueva York, la Elkon Gallery de Nueva York y la Galerie Lelong de Zúrich.
- 1990: retrospectivas en la Fundación Antoni Tàpies de Barcelona y el MNCARS de Madrid, y exposiciones en la Galerie Lelong de Nueva York, la Galerie Lelong de París y la Richard Gray Gallery de Chicago.
- 1991: exposiciones individuales en el Pabellón Micovna del Jardín Real del Castillo de Praga, la Fuji Television Gallery de Tokio, la Galería Carles Taché de Barcelona, la Galerie Lelong de Nueva York, la Fundación Antoni Tàpies de Barcelona, la Galerie Lelong de Zúrich, las Waddington Galleries de Londres y la Galerie Lelong de París, y retrospectivas en el Centro Atlántico de Arte Moderno de Las Palmas, el Centro Cultural Arte Contemporáneo de México, D.F., el Long Beach Museum of Art (Long Beach, California), la Fundação Serralves de Oporto, la Fundação Calouste Goulbenkian de Lisboa y la Fundación Joan Miró de Barcelona.
- 1992: retrospectivas en la Fundación Antoni Tàpies de Barcelona, el IVAM de Valencia, la Serpentine Gallery de Londres, el Meadows Museum de Dallas y el Museum of Modern Art de Nueva York, y exposiciones en la Middlesbrough Art Gallery de Middlesbrough, la Galería Nieves Fernández de Madrid, la Galería Juan Gris de Madrid y la Galería Theo de Valencia.
- 1993: participación en la XLV Bienal de Venecia, retrospectivas en la Fundación Antoni Tàpies de Barcelona y la Schirn Kunsthalle de Fráncfort del Meno, y exposiciones en la Pace Gallery de Nueva York y Erker Galerie de Sankt Gallen.
- 1994: participación en la Bienal de Eslovenia, retrospectivas en el Prins Eugens Waldemarsudde de Estocolmo, el Palacio de Sástago de Zaragoza y la Galerie nationale du Jeu de Paume de París, y exposiciones en las Waddington Galleries de Londres, el Rupertinum Moderne Galerie und Graphische Sammlung de Salzburgo y el Museo de Bellas Artes de Santa Fe.
- 1995: retrospectiva en el Museo Guggenheim de Nueva York, y exposiciones en la Pace Wildenstein de Nueva York, la Galería Soledad Lorenzo de Madrid, el Museo de la Casa de la Moneda de Madrid, el Musée d'Art Moderne de Céret, la Galerie Lelong de Zúrich, la Kunsthaus de Zug y el Marburger Universitäts-Museum de Marburg.
- 1996: retrospectivas en el Kirin Art Space Harajuku de Tokio, el Marugame Genichiro Inokuma Museum of Contemporary Art de Kagawa, el Nigata City Art Museum de Nigata y el Gunma Museum of Modern Art de Gunma, y exposiciones en el Auditorio de Galicia de Santiago de Compostela, la Galerie Lelong de París, la Fundación César Manrique de Lanzarote y el Centro Cultural de Belém, Lisboa.
- 1997: exposiciones en el Centro per l'Arte Contemporanea Luigi Pecci de Prato, la Galleria Christian Stein de Milán, la Sala de Exposiciones del Banco Zaragozano (Zaragoza), la Galería Fernando Santos de Oporto, la Kestner-Gesellschaft de Hanóver y la Galerie Lelong de Zúrich.
- 1998: exposiciones en la Fundación Antoni Tàpies de Barcelona, la Casa Rusca Pinacoteca Comunale de Locarno, la Galerie Lelong de París, la Kunsthalle de Krems, la Galería Soledad Lorenzo de Madrid, la Sala de Exposiciones del Centro Cultural Palacio de la Audiencia de Soria, la Galería Toni Tàpies de Barcelona, la Galería Joan Prats de Barcelona y la Galería Senda de Barcelona.
- 1999: exposiciones en el Centro Cultural Casa del Cordón de Burgos, el Centre Cultural Pelaires de Palma de Mallorca y la Fundación Caixa Galicia de Vigo.
- 2000: exposiciones en la Abadía de Santo Domingo de Silos de Burgos, el MNCARS de Madrid, la Galerie Lelong de París, la Pace Gallery de Nueva York, la Haus der Kunst de Múnich y la Galería Toni Tàpies de Barcelona.
- 2001: exposiciones en la Bibliothèque Nationale de France de París, el Centro Cultural Borges de Buenos Aires, la Fundació Caixa de Girona (Gerona), la Galerie Lelong de Zúrich, la Galería Soledad Lorenzo de Madrid y las Waddington Galleries de Londres.
- 2002: exposiciones en el Centro Cultural de Cascais, la Fundación Antoni Tàpies de Barcelona, la Galerie Bab Rouah de Rabat, la Galerie Lelong de París y el Museo Picasso de Antibes.
- 2003: exposiciones en La Casa Encendida de Madrid, la Galería Toni Tàpies de Barcelona, la Pace Wildenstein Gallery de Nueva York, las Waddington Galleries de Londres, el Centro de Arte La Panera de Lérida, la Galería Soledad Lorenzo de Madrid y la Kunsthalle de Emden.
- 2004: exposiciones en el MACBA de Barcelona, el Neues Museum de Núremberg, el Museo Patio Herreriano de Valladolid, el Centro Cultural Banco do Brasil de Río de Janeiro, la Fundación Marcelino Botín de Santander, el MNCARS de Madrid, el Museo de Arte de Zapopan y la Galería Toni Tàpies de Barcelona.
- 2005: exposiciones en el Hara Museum of Art de Tokio, las Waddington Galleries de Londres, la Galerie Lelong de Zúrich, la Fundación Caixa Galicia de Ferrol, el Museo d'Arte Contemporanea de Lissone, el Museo de arte de Singapur y el Centro de Exposiciones y Congresos de Zaragoza.
- 2006: exposiciones en la Galería Fernando Santos de Oporto y Lisboa, las Waddington Galleries de Londres, la Pace Wildenstein Gallery de Nueva York, el Hôtel des Arts de Toulon, la Galerie Lelong de París, la Galería Soledad Lorenzo de Madrid, la Galería Toni Tàpies de Barcelona y la Fundación Antoni Tàpies de Barcelona.
- 2007: exposiciones en el Museum Schloss Moyland de Bedburg-Hau, el Espoo Museum of Modern Art de Espoo y el Instituto Cervantes de Madrid.
- 2008: exposiciones en el Instituto Cervantes de Berlín, el Instituto Cervantes de Praga, el Instituto Cervantes de Toulouse, la Galerie Lelong de Zúrich, la Galería Toni Tàpies de Barcelona y las Waddington Galleries de Londres.
- 2024: "La práctica del arte", en el Museo Nacional Centro de Arte Reina Sofía de Madrid, la mayor retrospectiva realizada hasta la fecha. El título remite a una publicación con sus textos teóricos de la década de 1970. La exposición reunió más de doscientas piezas y desplegó una visión amplia del trabajo del artista.[43][44]

## Obra en museos
- Museo Nacional Centro de Arte Reina Sofía, Madrid
- Museo Nacional de Arte de Cataluña, Barcelona.
- Museo Tàpies, Barcelona.
- Museo de Arte Contemporáneo de Barcelona.
- Museo de Arte Contemporáneo de Madrid.
- Museo de Bellas Artes de Bilbao.
- Galería NoguerasBlanchard, Madrid / Barcelona
- Museum of Modern Art (MoMA), Nueva York.
- Guggenheim Museum, Nueva York.
- Galería Nacional de Arte Moderno, Roma.
- Carnegie Institute, Pittsburgh.
- Albright Art Gallery, Buffalo.
- Stedelijk Museum, Ámsterdam.
- Moderna Museet, Estocolmo.
- Stedelijk van Abbe Museum, Eindhoven.
- Museo de Arte Moderno de São Paulo.
- Museo de Arte Moderno de Venecia.
- Museo de Arte Moderno de Bolonia.
- Museo de Arte Abstracto Español, Cuenca.
- Museo de Krefeld.
- Museo de Arte Contemporáneo de Caracas.
- Museo Nacional de Bogotá.
- Museo del Premio Lissone de Milán.
- White Memorial Gallery, Ithaca (Nueva York).
- Musée National d'Art Moderne, París.
- Kunstmuseum, Berlín.
- Kunstmuseum, Colonia.
- Kunstmuseum, Basilea.
- Kunsthaus, Zúrich.
- Tate Gallery, Londres.
- Museo Nacional de Bellas Artes, Buenos Aires.
- Fundación CIEC, Betanzos (España).
- Museo de la Solidaridad Salvador Allende, Chile.
- Museo de Antioquia, Medellín, Colombia (Donación Botero)
- Fundación Picasso Museo Casa Natal, Málaga.
- Museo Universidad de Navarra, Navarra.
- Obras de Antoni Tàpies en las colecciones públicas francesas de arte moderno y contemporáneo (en francés)

## Premios y distinciones
- 1953: Premio de la Bienal de São Paulo.
- 1954: Primer Premio del Salón del Jazz, Barcelona.
- 1955: Premio de la República de Colombia, en la III Bienal Hispanoamericana.
- 1958: Premio de la Unesco.
- 1958: Premio de la Fundación David Bright, Los Ángeles.
- 1958: Premio del Carnegie Institute, Pittsburgh.
- 1960: Premio de la Bienal Internacional del Grabado de Tokio.
- 1964: Premio de la Fundación Guggenheim.
- 1966: Gran Premio del Presidente de la República en la Bienal de Menton.
- 1966: Medalla de Oro del XV Congreso Internacional de Críticos de Arte.
- 1967: Gran Premio de Grabado en la Bienal de Liubliana.
- 1972: Premio Rubens, Siegen.
- 1974: Medalla Stephan Lochner, Colonia.
- 1979: Premio Ciudad de Barcelona.
- 1979: Miembro Honorario de la Academia de las Artes de Berlín.
- 1981: doctor honoris causa del Royal College of Arts de Londres.
- 1981: Medalla de Oro al mérito en las Bellas Artes del Ministerio de Cultura de España.
- 1982: Premio de la Fundación Wolf de las Artes de Jerusalén.
- 1983: nombrado Officier de l'Ordre des Arts et des Lettres de Francia.
- 1983: Premio Rembrandt de la Fundación Toepfer de Hamburgo.
- 1983: Medalla de Oro de la Generalidad de Cataluña.
- 1984: Premio de la Paz de la Asociación de las Naciones Unidas en España.
- 1985: Prix National de Peinture de Francia.
- 1988: doctor “honoris causa” por la Universidad de Barcelona.
- 1988: Miembro Honorario de la Gesellschaft Bildener Künstler Österreichs de Viena.
- 1990: Premio Príncipe de Asturias de las Artes.
- 1990: “Praemium Imperiale”, de la Asociación Artística de Japón.
- 1990: doctor honoris causa por las Universidades de Glasgow y de Baleares.
- 1991: Premio Tomás Francisco Prieto.
- 1992: Miembro de Honor de la Royal Academy of Arts de Londres y de la American Academy of Arts and Sciences de Cambridge.
- 1992: Medalla de Oro del Ayuntamiento de Barcelona.
- 1993: León de Oro de la XLV Bienal de Venecia.
- 1993: Medalla Picasso de la UNESCO.
- 1993: Orden de Saurí, primera clase. Máxima distinción de Panamá.
- 1994: Gran Premio Europeo de Obra Gráfica en la Bienal de Eslovenia.
- 1994: Nombrado doctor honoris causa por la Universidad Rovira i Virgili. Universidad de la que diseñó su emblema, caracterizado por la letra "a", representando el principio del saber universal.
- 1995: Premio Nacional de Artes Plásticas de la Generalidad de Cataluña.
- 1996: Cruz de la Orden de Santiago de la República Portuguesa.
- 1997: Medalla de Oro de la Universidad de Oporto.
- 1998: doctor honoris causa por la Academia de Bellas Artes de Budapest.
- 1999: Premio Ciudad de Barcelona.
- 2003: doctor “honoris causa” por la Universidad Complutense de Madrid.
- 2003: Comendador de la Orden Nacional de la Legión de Honor de Francia.
- 2003: Premio Velázquez de Artes Plásticas del Ministerio de Cultura de España.
- 2004: Premio Lissone 2004 a toda su carrera, Milán.
- 2010: Nombrado Marqués de Tàpies por el rey Juan Carlos I.
- 2022: se le dedicó una plaza en Barcelona, en el distrito de Sarriá-San Gervasio.[45]